# Borgo San Giovanni
Borgo San Giovanni is een gemeente in de Italiaanse provincie Lodi (regio Lombardije) en telt 1898 inwoners (31-12-2004). De oppervlakte bedraagt 7,7 km², de bevolkingsdichtheid is 228 inwoners per km².
De volgende frazioni maken deel uit van de gemeente: Ca' dell'Acqua.

## Demografie
Borgo San Giovanni telt ongeveer 710 huishoudens. Het aantal inwoners steeg in de periode 1991-2001 met 28,2% volgens cijfers uit de tienjaarlijkse volkstellingen van ISTAT.
| Jaar | Inwoneraantal |
| ---- | ------------- |
| 1991 | 1245          |
| 2001 | 1596          |

## Geografie
De gemeente ligt op ongeveer 77 m boven zeeniveau.
Borgo San Giovanni grenst aan de volgende gemeenten: Lodi Vecchio, Salerano sul Lambro, Pieve Fissiraga, Castiraga Vidardo, Sant'Angelo Lodigiano.
Abbadia Cerreto · Bertonico · Boffalora d'Adda · Borghetto Lodigiano · Borgo San Giovanni · Brembio · Camairago · Casaletto Lodigiano · Casalmaiocco · Casalpusterlengo · Caselle Landi · Caselle Lurani · Castelnuovo Bocca d'Adda · Castiglione d'Adda · Castiraga Vidardo · Cavacurta · Cavenago d'Adda · Cervignano d'Adda · Codogno · Comazzo · Cornegliano Laudense · Corno Giovine · Cornovecchio · Corte Palasio · Crespiatica · Fombio · Galgagnano · Graffignana · Guardamiglio · Livraga · Lodi · Lodi Vecchio · Maccastorna · Mairago · Maleo · Marudo · Massalengo · Meleti · Merlino · Montanaso Lombardo · Mulazzano · Orio Litta · Ospedaletto Lodigiano · Ossago Lodigiano · Pieve Fissiraga · Salerano sul Lambro · San Fiorano · San Martino in Strada · San Rocco al Porto · Sant'Angelo Lodigiano · Santo Stefano Lodigiano · Secugnago · Senna Lodigiana · Somaglia · Sordio · Tavazzano con Villavesco · Terranova dei Passerini · Turano Lodigiano · Valera Fratta · Villanova del Sillaro · Zelo Buon Persico
1. ↑  https://demo.istat.it/?l=it.